# Dialeurodes sheryli
Dialeurodes sheryli es un hemíptero de la familia Aleyrodidae, con una subfamilia: Aleyrodinae.
Fue descrita científicamente por primera vez por P.M.M. David en 2000.